# Magična privlačnost
Magična privlačnost (izvornog naziva Sortilegio) je meksička telenovela čija je producentica Carla Estrada, a redateljica Mónica Miguel. Riječ je o preradi popularne meksičke telenovele Tu o Nadie iz 1985. godine, te ima dodirnih točaka s njenom preradom iz 1995. godine Acapulco, dušom i tijelom.

## Sinopsis
Antonio Lombardo, uspješan građevinski biznismen, nesretno je oženjen s Adrianom, te se nesvjesno zaljubljuje u Victoriju, ženu svog najboljeg prijatelja Samuela. Victoria ostaje trudna s Antonijom, koji je spreman razvesti se i započeti novi život s njom. Samuel saznaje za njihovu izdaju i odvodi Victoriju ne ostavljajući nijedan trag za sobom. Antonio pati zbog Victorijinog odsustva, dok njegova žena ide na terapije koje bi joj omogućile da ostane trudna. Victoria rađa blizance, Bruna i Raquel; Samuel ih rado prihvaća, voleći ih bezuvjetno kao njihov otac. Godinama kasnije, Adriana konačno zatrudni, ali pri porodu umire.
Kada Raquel i Bruno napune 6 godina, Samuel također umire. Sada kada su oboje udovci, Antonio i Victoria, odlučuju konačno ujediniti svoje živote i postati obitelj koju su toliko željeli imati; oboje se slažu da nije pravi trenutak da djeca saznaju istinu o svom biološkom ocu. Godine prolaze i djeca su odrasla. Bruno, hladan, zao i manipulator, nikad nije prihvatio Antonijevog sina Alejandra što konstantno ruši obiteljske veze, profesionalne, osobne i ljubavne. Oboje se zaljube u mladu Mariju Jose, jednostavnu djevojku iz provincije koja živi s ponosnim ocem Pedrom i ambicioznom sestrom Paulom.
Ljubav glavnih junaka će naići na mnoge prepreke, spletke i laži, prvenstveno od strane Bruna i Maure koji će učiniti sve ne bi li zauvijek rastavili Mariju Jose i Alejandra. Intrige, laži, tajne, razočaranja i razne perverzije će se sukobiti s ljubavlju koja će biti dovoljna jaka da sve izdrži.

## Zanimljivosti
- Nakon dugog niza povijesnih novela (Istinska ljubav, Zora i Strast), Carla Estrada se odlučila za preradbu jedne moderne telenovele.
- Naslovna pjesma telenovele se zove Sortilegio, a otpjevala ju je popularna grupa Il Divo.
- Glumica Chantal Andere pojavila se u dvije verzije telenovele. U drugoj verziji Acapulco, dušom i tijelom interpretirala je lik Aide (Maura u Magičnoj privlačnosti). Guillermo Zarur pojavio se u originalnoj verziji Tu o Nadie u ulozi Ramona (Ezequiel u Magičnoj privlačnosti).
- Kao prvi naslovi telenovele spominjali su se se Con Toda el Alma (S cijelom dušom), Te quiero amar (Želim te voljeti), Sortilegio de amor (Čarolija ljubavi) i Corazon herido (Ranjeno srce).
- Za ulogu protagonistice, audiciji su pristupile Marlene Favela, Ana Claudia Talancon, Iran Castillo i Anahi. Ulogu Raquel bila je namijenjena za glumicu Yolandu Andrade, koja je zbog privatnih obveza odustala od uloge. Za ulogu negativca Brune spominjali su se Mauricio Islas i Rafael Amaya.

## Glumačka postava

### Protagonisti
| Glumac                 | Lik                                                          |
| ---------------------- | ------------------------------------------------------------ |
| Jacqueline Bracamontes | Maria Jose Samaniego de Lombardo Sandra Betancourt Miranda † |
| William Levy           | Alejandro "Alex" Lombardo                                    |

### Antagonisti
| Glumac               | Lik             |
| -------------------- | --------------- |
| Ana Brenda Contreras | Maura Albaran   |
| David Zepeda         | Bruno Albeniz † |

### Sporedne uloge
| Glumac/ica         | Lik                               |
| ------------------ | --------------------------------- |
| Daniela Romo       | Victoria de Lombardo              |
| Gabriel Soto       | Fernando Alanis                   |
| Chantal Andere     | Raquel Albeniz                    |
| Azela Robinson     | Elena Miranda                     |
| Luis Couturier     | Hernan Plasencia                  |
| Julian Gil         | Ulises Villaseñor/Mario Aguirre † |
| Hector Saez        | Pedro Samaniego                   |
| Marcelo Cordoba    | Roberto Castelar                  |
| Daniela Luján      | Lisette Albaran                   |
| Guillermo Zarur    | Ezequiel                          |
| Adalberto Parra    | Erick Diaz                        |
| Manuela Imaz       | Katia Alanis                      |
| Wendy Gonzalez     | Paula Samaniego Miranda           |
| Rosita Pelayo      | Mercedes "Meche" Brito            |
| Arturo Lorca       | Arturo                            |
| Willebaldo Lopez   | Santos                            |
| Carlos Giron       | Gabriel Brito                     |
| Iliana de la Garza | Julia Fernandez                   |
| Rolando Fernandez  | Gregorio                          |
| Patricia Ancira    | Bertha                            |
| Christina Pastor   | Mary                              |
| Jose Carlos Ruiz   | Jesus "Chucho" Gavira Perez       |
| Maria Victoria     | Felipa Garcia                     |
| Arturo Paulet      | Tenorio                           |
| Susana Contreras   | Celia                             |
| Oscar Ferreti      | Augusto                           |
| Otto Sirgo         | Jorge Kruguer †                   |

### Gostujuće uloge
| Glumac/ica            | Lik                   |
| --------------------- | --------------------- |
| Monica Miguel         | Maya San Juan         |
| Aaron Hernan          | Porfirio Betancourt † |
| Fernando Allende      | Antonio Lombardo †    |
| Felicia Mercado       | Adriana Lombardo †    |
| Alejandro Tommasi     | Samuel Albeniz †      |
| Lindo                 | Kowit                 |
| Jesus Salcedo         | liječnik              |
| Elizabeth Alvarez     | Irene                 |
| Cerex Otero           | Raquel (djevojčica)   |
| Christopher Alexander | Alejandro (dječak)    |
| Mikel Mateos          | Alejandro (mladić)    |
| Victor Partida        | Bruno (dječak)        |
| Jose Miguel Borbolia  | Bruno (mladić)        |

## Vanjske poveznice
- Službena stranica  Arhivirana inačica izvorne stranice od 18. lipnja 2010. (Wayback Machine)